# Princess (album)
Albums de Yui Sakakibara
Honey
(2006) Joker
(2008)
Singles
Princess est le 3e album de Yui Sakakibara, sorti sous le label LOVE×TRAX Office le 21 septembre 2007 au Japon. Il arrive 88e au classement de l'Oricon et reste classé pendant 2 semaines pour un total de 3 001 exemplaires vendus.

## Liste des titres
| 1.  | Princess                              | 4:59 |
| 2.  | Chu×Chu!!                             | 3:53 |
| 3.  | I will...!                            | 4:06 |
| 4.  | Just I wish                           | 4:20 |
| 5.  | Darling (ダーリン)                    | 4:50 |
| 6.  | Voyageurs (VOYAGEURS～ヴォワヤジャー) | 4:09 |
| 7.  | Hapi Day♪ (はぴでい♪)                 | 3:31 |
| 8.  | Sinclair                              | 4:31 |
| 9.  | Core                                  | 4:07 |
| 10. | Shooting Star                         | 4:31 |
| 11. | Trust in me                           | 4:32 |
| 12. | Eternal Destiny                       | 4:13 |
| 13. | LOVEclick☆                            | 4:12 |
| 14. | Dreaming                              | 5:13 |